# Altes Stadthaus (Dortmund)
Das Alte Stadthaus der Stadt Dortmund wurde 1899 nach Entwurf von Stadtbaurat Friedrich Kullrich im Stil der Neurenaissance errichtet. Nach starker Beschädigung im Zweiten Weltkrieg wurde es wieder aufgebaut, jedoch in leicht vereinfachter Form. An der Spitze des Giebels befindet sich der Adler des Dortmunder Stadtwappens. Die Fassaden bestehen aus rotem Sandstein und verputzten Flächen an den seitlichen Teilen. An der Frontseite sind die Wappen der acht Hansestädte Bremen, Hamburg, Köln, Lippstadt, Lübeck, Münster, Osnabrück und Soest zu sehen. 
Kullrich zitierte bei der Gestaltung Formen des Alten Rathauses. Das in geringer Entfernung am Alten Markt befindliche historische Rathaus der ehemaligen Reichsstadt wurde kurz vor Errichtung des Alten Stadthauses unter der Leitung des Stadtbaurats zum Kaiserbesuch in Dortmund 1899 restauriert. 
An das Alte Stadthaus schließen sich die 2002 errichtete Berswordt-Halle und das neue Stadthaus an. Direkt gegenüber am Friedensplatz steht das  Rathaus.
Hauptnutzer des Alten Stadthauses ist nach wie vor die Dortmunder Stadtverwaltung.
Das Stadthaus ist mit zwei Erweiterungsbauten als Baudenkmal in die Denkmalliste der Stadt Dortmund eingetragen.